# Kosmos 29
Kosmos 29 – radziecki satelita rozpoznawczy; statek typu Zenit-2 (należący do programu Zenit), którego konstrukcja została oparta na załogowych kapsułach Wostok. Kapsuła z negatywami opadła na terytorium ZSRR po 4 dniach.